# Hans Laimer
Hans Laimer (* 12. Februar 1880 in Bad Goisern, Oberösterreich; † 23. November 1922 in Wien) war ein österreichischer Politiker der Sozialdemokratischen Arbeiterpartei (SdP).

## Ausbildung und Beruf
Nach dem Besuch von acht Klassen Volksschule lernte er den Beruf des Bäckers. Er wurde danach Arbeiter in den Staatsforsten und Sodaarbeiter in Ebensee. Während des Ersten Weltkrieges war er Wirtschaftsleiter für den Bezirk Gmunden.

## Politische Funktionen
- 1918–1919: Mitglied der Provisorischen Landesversammlung Oberösterreichs
- 1919 bis zu seinem Tod am 23. November 1922: Abgeordneter zum Oberösterreichischen Landtag (XII. Wahlperiode)
- Vorstandsmitglied der Landesparteivertretung der SdP Oberösterreich
- Mitglied des Gemeindeausschusses Ebensee

## Politische Mandate
- 7. Dezember 1920 bis zu seinem Tod am 23. November 1922: Abgeordneter zum Nationalrat (I. Gesetzgebungsperiode), SdP